# Paul Hersey
Paul Hersey (ur. 26 stycznia 1931, zm. 18 grudnia 2012) – behawiorysta, autorytet w dziedzinie zarządzania oraz rozwoju menedżerów, a także praktyk biznesu. Jego praca nad przywództwem sytuacyjnym stała się kanonem "miękkiego" zarządzania na całym świecie. Od 1968 roku teoria ta jest rozwijana i udoskonalana przez innych teoretyków i praktyków biznesu, m.in. Kena Blancharda oraz Kristen Schebler z Purdue University.
Jego przywództwo sytuacyjne® wykorzystywane jest do szkolenia kadr menedżerskich w wielu instytucjach, którym zależy na efektywności oraz na krzewieniu kultury pracy przełożonego z podwładnym. Od ponad 40 lat menedżerowie na całym świecie posługują się przywództwem sytuacyjnym® jako jednym z najlepszych, a zarazem najprostszych do wdrożenia modeli zarządzania.
Paul Hersey był profesorem Leadership Studies w Nova Southeastern University. Poprzednio był członkiem Northern Illinois University, California State College w Chico, University of Arkansas i Ohio University. Dr. Hersey działał również jako Dyrektor Departamentu Zarządzania oraz Dziekan Szkoły Biznesu. Piastował również następujące stanowiska: Project Director w Industrial Relations Center Uniwersytetu w Chicago, Training Director w Kaiser Aluminum & Chemical Company oraz Dyrektor Departamentu w Sandia Corporation.
Dr. Hersey był autorem lub współautorem wielu artykułów i książek, w tym: "Management of Organizational Behavior: Utilizing Human Resources", "Organizational Change through Effective Leadership and Selling: A Behavioral Science Approach". Najnowsze książki jego autorstwa to: "The Situational Leader", "Situational Selling®", "Situational Service®: Customer Care for the Practitioner" oraz "Situational Parenting®".
W uznaniu swych zasług, dr. Hersey otrzymał wiele stopni naukowych w różnych instytucjach, a w tym: doktorat z dziedziny edukacji na Uniwersytecie w Massachusetts, M.B.A. na Uniwersytetach w Arkansas oraz Chicago, a także B.S. Degree na Seton Hall University.